# Markus (Vorname)
Markus oder Marcus ist ein männlicher Vorname.

## Herkunft und Bedeutung des Namens
Markus leitet sich ab vom häufigen lateinischen Vornamen Marcus (aus *mart-kos, „dem römischen Kriegsgott Mars geweiht“). Ursprünglich bezeichnete er wohl meist Personen, die im Monat März geboren waren; dieser Monat hat seinen Namen vom Kriegsgott Mars, und der römische Kalender begann ursprünglich mit dem März als erstem Monat.
Seit dem frühen Christentum steht allerdings der Bezug dieses Namens zu dem gleichnamigen Evangelisten im Vordergrund.

## Verbreitung
In der ersten Hälfte des 20. Jahrhunderts war der Name Markus als Jungenvorname in Deutschland kaum gebräuchlich. Ende der fünfziger Jahre stieg seine Popularität dann stark an. Von der Mitte der Sechziger bis zum Ende der Siebziger war der Name meistens unter den zehn häufigsten des jeweiligen Jahrgangs. Anfang der Neunziger ging seine Beliebtheit dann deutlich zurück.

## Namenstag
- Markus (Evangelist) – 25. April
- Marcus von Apollonia (einer der Siebzig Jünger; er soll Bischof in Apollonia gewesen und als Märtyrer gestorben sein) – 16. Juni
- Marcus (Bischof von Rom) – 7. Oktober

## Varianten und abgeleitete Namen

### Männlich
- Marc (französisch, katalanisch)
- Marcel (französisch)
- Markellinos (griechisch)
- Marcellinus (lateinisch)
- Marcello (italienisch)
- Marcellus (lateinisch)
- Marcelo (portugiesisch)
- Marcian
- Marcius (lateinisch)
- Márcio (portugiesisch)
- Marcion (griechisch)
- Marco (italienisch, portugiesisch)
- Marcos (spanisch, portugiesisch)
- Marek (polnisch, tschechisch, slowakisch)
- Márk (ungarisch)
- Mark (Kurzform, englisch)
- Markas (litauisch)
- Marke, Markko, Markku (finnisch)
- Marko (kroatisch, serbisch, bulgarisch)
- Marx (ursprüngliche deutsche Form; heute fast nur noch als Familienname, siehe auch Karl Marx oder Sankt Marx)
- Mokus (kroatisch, serbisch)

### Weiblich
- Marcella, Marcela bzw. Marcelle
- Marcia
- Marcy
- Markusine[2]

### Weitere
Wie Markus beziehen sich auch die Vornamen Martin und Martial sowie der französische Name Céline auf den Kriegsgott Mars.

## Namensträger

### Antike
- Marcus Tullius Cicero, römischer Politiker und Schriftsteller
- Marcus Arrecinus Clemens (Prätorianerpräfekt), römischer Ritter
- Marcus Arrecinus Clemens (Konsul) († 83/96), römischer Senator
- Marcus Antonius (eingedeutscht Mark Anton), römischer Feldherr
- Markus (Evangelist)
- Marcus Aurelius (eingedeutscht Mark Aurel), römischer Kaiser
- Marcus Philosophus, angeblicher römischer Kaiser
- Marcus (Bischof von Rom)
- Marcus (Toreut), antiker römischer Toreut
- Marcus (Usurpator), weströmischer Gegenkaiser im 5. Jahrhundert
- Marcus (Caesar), oströmischer Gegenkaiser im 5. Jahrhundert
- Marcus Simplicinius Genialis, Statthalter Augsburg und Sieger über die Juthungen
- Marcus von Galiläa, christlicher Märtyrer und Heiliger
- Marcus I. (Byzanz) (auch Markos; † 211), Bischof von Byzantion
- Marcus II. (auch: Markianos; † um 152), Bischof von Alexandria
- Marcus Iunius Silanus Torquatus (* um 24 v. Chr.; † nach 39 n. Chr.), römischer Politiker
- Marcus Pomponius Matho (Prätor 204 v. Chr.), römischer Beamter
- Marcus Porcius († um 50 v. Chr.), römischer Beamter in Pompeji
- Marcus Porcius Cato der Ältere, auch Marcus Porcius Cato Censorius genannt (234 v. Chr.–149 v. Chr.), römischer Feldherr, Historiker, Schriftsteller und Staatsmann
- Marcus Porcius Cato Licinianus († 152 v. Chr.), römischer Offizier und Jurist
- Marcus Porcius Cato Salonianus der Ältere (* 154 v. Chr.), römischer Prätor
- Marcus Porcius Cato (Konsul 118 v. Chr.) († 118 v. Chr.), römischer Konsul
- Marcus Porcius Cato Salonianus der Jüngere, römischer Prätor
- Marcus Porcius Cato der Jüngere (95 v. Chr.–46 v. Chr.), genannt auch Cato Uticensis, römischer Feldherr und Staatsmann
- Marcus Porcius Cato (Sohn des Cato Uticensis) († 42 v. Chr.), römischer Politiker und Feldherr
- Marcus Porcius Cato (Rhetoriker) († 4 v. Chr.), römischer Rhetoriklehrer
- Marcus Porcius Cato (Suffektkonsul), römischer Politiker, Suffektkonsul 36 n. Chr.

### Mittelalter
- Marcus von Toledo (12./13. Jahrhundert), spanischer Arzt und Übersetzer
- Markos II. (Jerusalem), orthodoxer Patriarch von Jerusalem (-vor 1084)

### Weitere
- Markus von Ahlen (* 1971), deutscher Fußballtrainer
- Markús Örn Antonsson (* 1943), isländischer Diplomat
- Markus Babbel (* 1972), deutscher Fußballspieler
- Markus Barth (* 1977), deutscher Standup-Comedian und Autor
- Markus Becker (* 1971), deutscher Partyschlager-Sänger
- Markus Binder (* 1963), österreichischer Musiker
- Markus Bischoff (* 1956), Schweizer Rechtsanwalt und Politiker
- Markus Bischoff (* 1962), deutscher Koch
- Markus Böker (* 1966), deutscher Schauspieler
- Markus Böttcher (* 1964), deutscher Schauspieler
- Markus Brock (* 1963), deutscher Fernsehmoderator
- Markus Brodbeck (* 1976), deutscher Handballtorwart und -trainer
- Markus Büchel (* 1949), Schweizer Geistlicher, Bischof von St. Gallen
- Markus Büchel (* 1953), liechtensteinischer Politiker (FBP)
- Markus Büchel (1959–2013), liechtensteinischer Politiker (FBP) und Diplomat
- Markus Büchel (* 1961), liechtensteinischer Sprinter
- Markus Buchheit (* 1983), deutscher Politiker
- Markus Buck (* 1979), deutscher Poolbillardspieler
- Marcus Cassel (1983–2006), US-amerikanischer Footballspieler
- Markus Dröge (* 1954), deutscher Theologe, Bischof von Berlin-Brandenburg-schlesische Oberlausitz
- Markus Dürnegger, österreichischer Pokerspieler
- Markus Dürst (* 1982), Schweizer Musiker und Komponist
- Markus Edler (* 1983), österreichischer Fußballspieler
- Markus Geist (* 1981), deutscher Unteroffizier
- Markus Gisdol (* 1969), deutscher Fußballspieler und -trainer
- Markus Grob (1952–2021), Schweizer Architekt, Autor und Hochschullehrer
- Marcus Grönholm (* 1968), finnischer Rallyefahrer
- Marcus Haber (* 1989), kanadisch-österreichischer Fußballspieler
- Markus Hansen (* 1992), deutscher Handballspieler
- Markus Hediger (* 1959), Schweizer Schriftsteller und Übersetzer
- Markus Heppke (* 1986), deutscher Fußballspieler
- Markus Hochhaus (* 1968), deutscher Handballspieler und -trainer
- Markus Sittikus von Hohenems (1574–1619), Erzbischof von Salzburg
- Marcus Kappel (1839–1919), deutscher Bankier, Kaufmann, Kunstsammler und Mäzen
- Markus Kästle (* 1982), deutscher Hörfunkmoderator
- Markus Kaufmann (* 1991), deutscher Musiker
- Markus Kaya (* 1979), deutscher Fußballspieler
- Markus Keller (* 1947), Schweizer Theaterleiter, Regisseur und Autor
- Markus Keller (* 1967), Schweizer Triathlet
- Markus Keller (* 1982), Schweizer Snowboarder
- Markus Keller (* 1989), deutscher Eishockeytorwart
- Markus Klauser (* 1958), Schweizer Schachspieler
- Markus Koch (* 1971), deutscher Fernsehjournalist und Autor
- Markus Krauss (* 1987), deutscher Fußballtorwart
- Marcus Kuhl (* 1956), deutscher Eishockeyspieler
- Markus Landau (1837–1918), österreichischer Literaturhistoriker und Schriftsteller
- Markus Lange-Czechowicz (* 1942), polnisch-deutscher Bildhauer
- Markus Lanz (* 1969), italienisch-deutscher Fernsehmoderator
- Markus Lehmann (* 1955), Schweizer Politiker (CVP)
- Markus Lehmann (* 1961), deutsch-österreichischer Unternehmer und Pokerspieler
- Markus Lehmann-Horn (* 1977), deutscher Komponist
- Markus Leitner (* 1967), Schweizer Botschafter im Iran
- Markus Lusser (1931–1998), Präsident der Schweizerischen Nationalbank
- Marcus Lutter (1930–2021), deutscher Jurist
- Markus Mändle (* 1967), deutscher Wirtschaftswissenschaftler
- Marcus Maye (* 1993), US-amerikanischer American-Football-Spieler
- Marcus McLaurine (* 1952), US-amerikanischer Jazzmusiker
- Markus Meckel (* 1952), deutscher Politiker, DDR-Außenminister
- Markus Merk (* 1962), deutscher Fußballschiedsrichter
- Markús Máni Michaelsson Maute (* 1981), isländischer Handballspieler
- Markus Moser (* 1969), österreichischer Skibobfahrer
- Markus Müller (* 1960), Schweizer Professor für Verwaltungsrecht
- Markus Müller (* 1967), österreichischer Mediziner und Hochschullehrer
- Markus Müller (* 1988), deutscher Fußballspieler
- Markus A. Müller (* 1973), deutscher Theaterwissenschaftler, Regisseur und Theaterintendant
- Markus C. Müller (* 1973), deutscher Unternehmer
- Marcus Off (* 1958), deutscher Schauspieler
- Marcus Ostberg (* 1972), deutscher Schauspieler und Synchronsprecher
- Markus Pille-Schowe (* 1963), deutscher Lehrer und Autor
- Markus Maria Profitlich (* 1960), deutscher Komiker
- Markus Raetz (1941–2020), Schweizer Maler, Bildhauer und Fotograf
- Markus Ragger (* 1988), österreichischer Schachspieler
- Markus Rehberg (* 1971), deutscher Rechtswissenschaftler und Hochschullehrer
- Marcus Rudolph (* 1966), deutscher Hörfunkmoderator und Schauspieler
- Markus Rühmkorf (* 1989), österreichischer Fußballspieler
- Marcus Schaile (* 1962), deutscher Politiker (CDU), Bürgermeister von Germersheim
- Marcus Schmickler (* 1968), deutscher Komponist
- Markus Schmidt-Heydt (* 1974), deutscher Molekularbiologe und Mikrobiologe
- Marcus Schneck (* 1975), deutscher Fußballspieler
- Markus Schulz (* 1975), deutscher DJ und Musikproduzent
- Marcus Scribner (* 2000), US-amerikanischer Schauspieler und Synchronsprecher
- Marcus Semien (* 1990), US-amerikanischer Baseballspieler
- Markus Söder (* 1967), deutscher Politiker
- Marcus Sorg (* 1965), deutscher Fußballspieler und Fußballtrainer
- Marcus Staiger (* 1971), deutscher Labelbetreiber und Journalist
- Markus Stangl (1969–2020), deutscher Schachspieler
- Markus Steinbach (* 1967), deutscher Linguist und Hochschullehrer
- Marcus Stephen (* 1969), nauruischer Gewichtheber und Politiker, Präsident 2007 bis 2011
- Markus Stock (* 1978), deutscher Musiker und Musikproduzent
- Markus Teutschbein (* 1971), deutscher Dirigent
- Marcus Tychsen (* 1970), deutscher Fernsehmoderator und Nachrichtensprecher
- Markus Vetsch (1759–1813), Schweizer Politiker
- Markus Wasmeier (* 1963), deutscher Skirennläufer
- Markus Weinzierl (* 1974), deutscher Fußballspieler und -trainer
- Markus Welser (1558–1614), deutscher Historiker, Verleger und Politiker
- Markus Werner (1944–2016), Schweizer Schriftsteller
- Markus Wolfahrt (* 1960), österreichischer Musiker, Gründer der Klostertaler

### Pseudonyme/Künstlernamen
- Markus (Musiker) (* 1959), Künstlername des deutschen Popsängers Markus Mörl, seit 2006 auch Markus M.
- Markus, Pseudonym des Comicautors Danny de Laet
- Markus (Karikaturist), Pseudonym des Karikaturisten Jörg Mark-Ingraban von Morgen
- Alexander Marcus, eigentlich Felix Rennefeld (* 1972), deutscher Popsänger
- Jürgen Marcus, eigentlich Jürgen Beumer (1948–2018), deutscher Schlagersänger

### Weitere
- Marcu

## Orte
- eine Insel im Pazifik, östlichster Teil Japans, siehe Minami-Torishima
- eine der Tanimbar-Inseln, siehe Markus (Tanimbar)
- eine Stadt in den USA, siehe Marcus (Iowa)
- eine Kleinstadt in den USA, siehe Marcus (Washington)
- ein Platz in Venedig, siehe Markusplatz

## Sonstiges
- L. Marcus, ein ehemaliger britischer Automobilhersteller
- Markus-Stiftung, Familienstiftung zur Verwaltung des Vermögens von ALDI Nord